# Brutal death metal
Le brutal death metal (ou plus simplement brutal death) est un sous-genre du death metal ayant émergé aux États-Unis à la fin des années 1980, avec des groupes tels que Cannibal Corpse, Suffocation ou Mortician.

## Histoire
Les prémices de ce mouvement sont apparues à la fin des années 1980 avec des groupes produisant une musique mélangeant la structure mélodique du death metal et la brutalité du grindcore. Il en résulte donc une sorte de death metal avec une dimension « harsh » (rugueux, rêche) pour les voix et encore plus radicalisée sur le plan strictement musical. C’était notamment le cas de groupes tels que Napalm Death dans sa seconde période ou encore Possessed dont l’album Seven Churches est le premier où le chant ressemble véritablement à du death grunt. Cependant, le brutal death a aussi une dimension visuelle faisant partie intégrante de ses caractéristiques, la violence extrême, les films de série Z et surtout l'aspect gore ayant fortement influencé certains groupes. Le premier véritable opus de brutal death est Human Waste de Suffocation, sorti en 1991.

## Caractéristiques

### Musique
La caractéristique repérable à la première écoute est le chant de type death grunt qui choque souvent l’auditeur non averti. Ce genre de chant avait en effet été popularisé par Jeff Becarra de Possessed, mais c’est véritablement avec Chuck Schuldiner de Death qu’il va se radicaliser à l’extrême (Chuck Schuldiner dit s'être inspiré des voix présentes dans des films gores tels que Evil Dead). Ce chant grunt grave est parfois adjoint d'un chant saturé plus aigu dans certains groupes (Benighted ou Aborted).
Les guitares fonctionnent souvent en binôme : le guitariste soliste produit les riffs principaux et la guitare rythmique émet une sorte de vrombissement frénétique. Il arrive souvent que l’une des guitares soit accordée jusqu'à deux tons et demi en dessous de la normale, soit en Si. Cet accord est généralement obtenu grâce à une guitare à 7 cordes. La guitare basse endosse un rôle majoritairement rythmique. Certains groupes utilisent des soli de basse très rapides et virtuoses, comme dans le morceau Only Ash Remains du groupe Necrophagist. Comme les guitares, elles sont généralement sous accordées ou dotée de cinq cordes. Tous les bassistes ou presque jouent à l’aide d’un médiator (à l’exception notable de Alex Webster de Cannibal Corpse, Steve DiGiorgio de Death, jouant souvent sur une basse fretless à seulement 3 cordes, ou encore de Jeroen Paul Thesseling, ancien Pestilence et jouant dans Obscura, sur une basse fretless également). Pour ressortir lors du mix, en dehors du médiator qui fournit de l'attaque et de la netteté au son, des bassistes comme Chris Richards (Suffocation) augmentent fortement les hauts médiums dans leur égaliseur et utilisent des basses de type Warwick pour donner un fort grain dans le but d'avoir un Growl (ou grondement) distinctif.
La batterie joue un rôle capital. La batterie s'échelonne de tempos lents à des rythmes frénétiques. C’est dans le death metal — et a fortiori dans le brutal death — que l’on voit fleurir les fameux blast beats souvent effectués à l’aide d’une double grosse caisse ou d'une double pédale. La majorité des batteurs atteignent fréquemment les 200 bpm.

### Imagerie
L’imagerie fait partie intégrante du brutal death. Les sources d'inspiration principales sont : le cinéma d'horreur et le gore (la mort et la violence sont montrées explicitement). Cette imagerie a depuis quelque temps tendance à se radicaliser et l’on retrouve des images gores sur de nombreux livrets d'albums tels que Butchered at Birth de Cannibal Corpse, Gorespattered Suicide de Avulsed (où l’on voit deux sujets mimant un suicide).

## Principaux groupes
De nombreux groupes sont rattachés à ce genre musical,,,, notamment : Aborted, Avulsed, Benighted, Brodequin, Cannibal Corpse, Cryptopsy, Decrepit Birth, Deeds of Flesh, Defeated Sanity, Deranged, Devourment, Disavowed, Disgorge, Dying Fetus, Gorgasm, Gorguts, Guttural Secrete, Hate Eternal, Houwitser, Internal Bleeding, Internal Suffering, Krisiun, Kronos, Lividity, Misery Index, Mortician, Necrophagist, Nile, Origin, Prostitute Disfigurement, Psycroptic, Pyaemia, Pyrexia, Severe Torture, Skinless, Spawn of Possession, Suffocation, Vile, Vital Remains, Warside, et Yattering.
Les labels comprennent notamment : Unique Leader, Unmatched Brutality, et Neurotic Records.